# Vasilij Ivanovič Němirovič-Dančenko

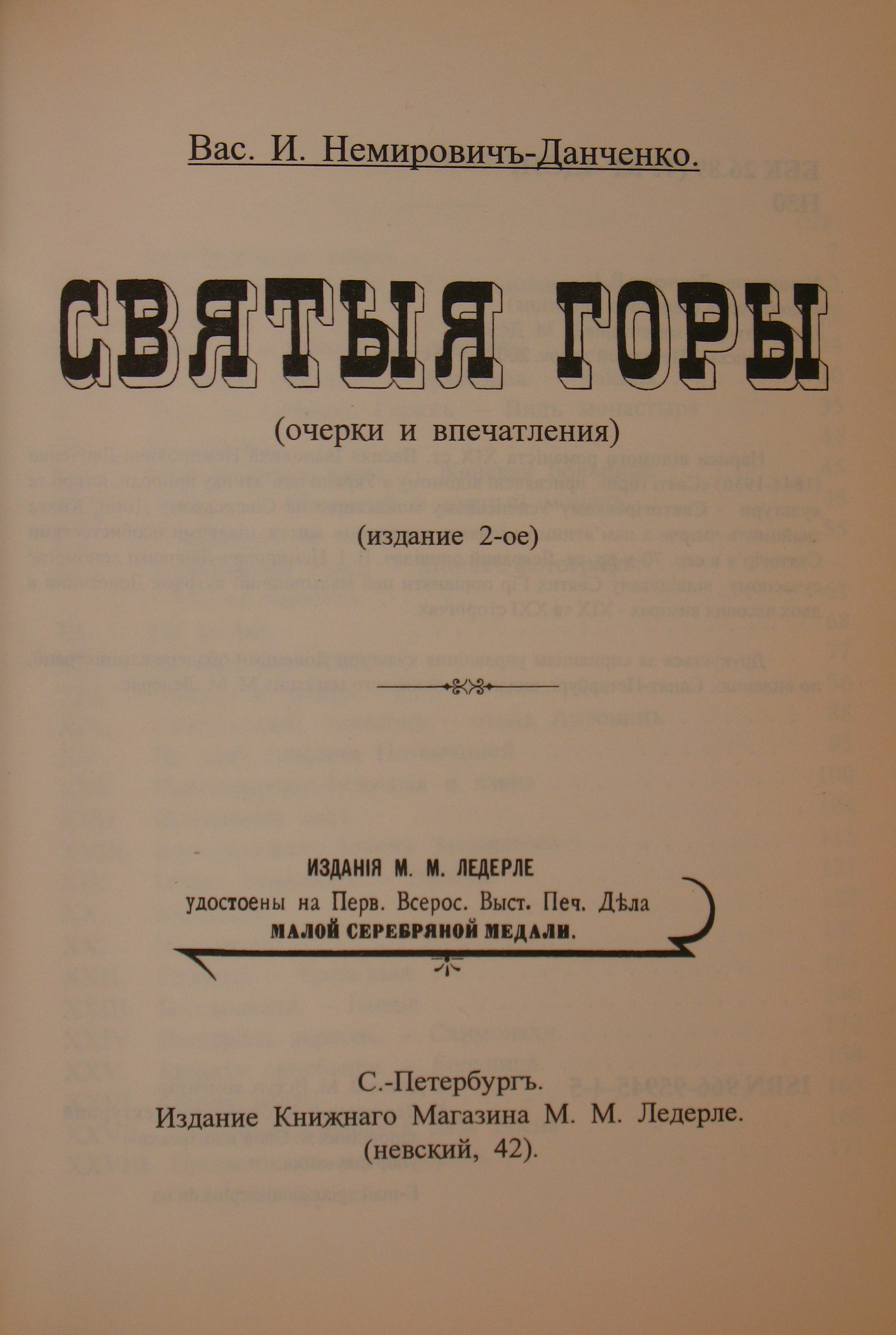
Svaté hory, titulní list z roku 1886

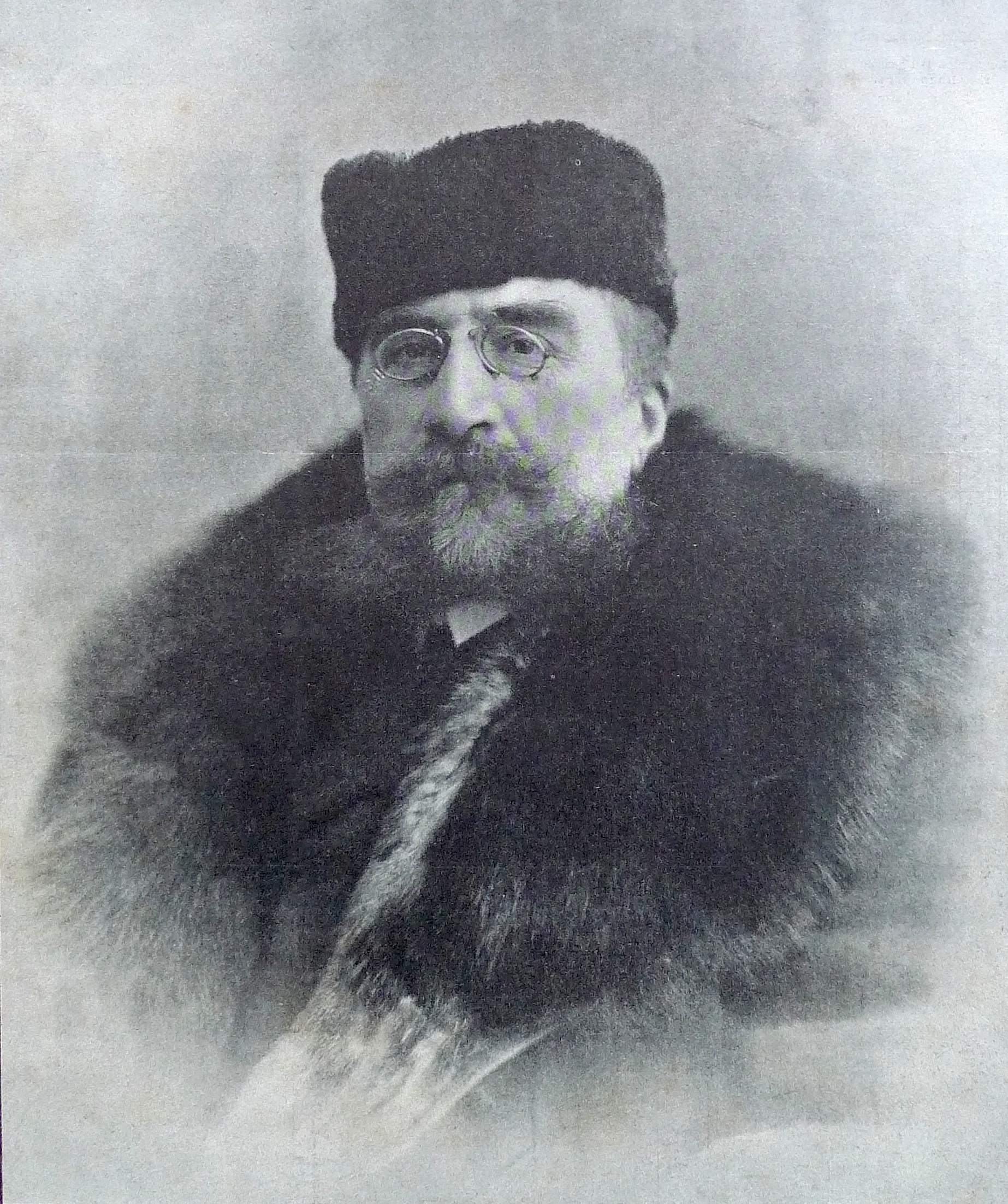
Vasilij Ivanovič Němirovič-Dančenko toku 1912

Vasilij Ivanovič Němirovič-Dančenko (rusky Василий Иванович Немирович-Данченко, 5. ledna 1845, Tbilisi – 18. září 1936, Praha) byl ruský spisovatel a žurnalista. Jeho mladším bratrem byl režisér, divadelní ředitel, dramatik a spisovatel Vladimir Ivanovič Němirovič-Dančenko.

## Život
Vasilij Ivanovič Němirovič-Dančenko se narodil v Tbilisi v Gruzii v roce 1845. Jeho otec byl ukrajinský šlechtic, který sloužil jako podplukovník na Kavkaze, matka byla Arménka. Dětství prožil v Gruzii, v Ázerbájdžánu a v Dagestánu. V letech 1854–1863 studoval na Alexandrovské kadetní škole v Moskvě, kde začal psát verše. Začátek sedmdesátých let prožil na pobřeží Bílého moře a Severního ledového oceánu.
Byl válečným dopisovatelem během rusko-turecké války (1877–1878) (kde se účastnil bojových akcí a byl vyznamenán Řádem sv. Jiří), rusko-japonské války (1904–1905) a první světové války (1914–1918). Roku 1921 emigroval, protože se nemohl smířit s poměry v Rusku po bolševické revoluci. Nejprve žil v Německu v Berlíně a pak se přestěhoval do Československa. Zemřel roku 1936 v Praze.
Proslul jako autor cestopisů, próz s válečnou tematikou a knih pro děti a mládež. Pro svá díla čerpal náměty ze svého mládí na Kavkaze, ze svých četných cest po severním Rusku, Evropě i Africe i z válečných konfliktů, kterými prošel. Byl velmi plodný autor (cca 250 knih) a svá díla často psal se snahou o vnější efekt.

## Dílo

### Cestopisy
- За северным полярным кругом (1874, Za severním polárním kruhem), cestopis.
- Воспоминания и рассказы о поездке с богомольцами на Соловки (1874, Vzpomínky a příběhy z cesty s poutníky na Solovky), česky jako Klášter, cestopisná kniha ze Soloveckých ostrovů v Bílém moři věnující se zejména Soloveckému monastýru.
- У океана (1875, U oceánu), život u Severního ledového oceánu.
- В гостях (1880, Na návštěvě), cestopisné eseje z Kavkazu.
- Святыя горы (1886, Svaté hory), črty z cesty do ženského kláštera na Ukrajině
- Очерки из Испании (1889, Obrázky ze Španělska), cestopisné eseje.
- Кама и Урал (1890, Kama a Ural), cestopisné črty.
- По Германии и Голландии (1892, Po Německu a Holandsku).
- Люди и природа Южного Кавказа (1894, Lidé a příroda jižního Kavkazu).
- Под африканским небом (1896, Pod africkým nebem).
- Великая река (1902, Veliká řeka), cestopis ze života na Volze.

### Próza pro dospělé
- Гроза (1880, Bouře), válečný román.
- Плевна и Шипка (1881, Plevno a Šipka), válečný román.
- Вперёд (1883, Kupředu), válečný román.
- Цари биржи (1886, Knížata burzy), společenský román.
- Кулисы (1886, Kulisy), společenský román.
- Монах (1889, Mnich), společenský román.
- Незаметные герои (1889, Zapomenutí hrdinové), povídky.
- Семья богатырей (1890, Rodina hrdinů), společenský román.
- Господин пустыни (1890, Pán pustiny), společenský román.
- Святочные рассказы (1890, Vánoční povídky).
- Золото, золото, золото! (1891, Zlato, zlato, zlato!), novela.
- Контрабандисты» (1892, Podloudníci), román.
- С дипломом! (1892, S diplomem), román.
- Сластеновские миллионы (1893, Slatenovské miliony), román.
- На разных дорогах (1894, Po různých cestách), román.
- Под звон колоколов (1896, Pod vyzvánění zvonů), román, česky jako Když zvony zvoní.
- Волчья сыть (1897, Vlčí kořist), román.
- Великий старик (1898, Veliký stařík), román.
- Исповедь женщиныˇ (1889, Zpověď ženy), román.
- Два дневника (1901, Dva deníky), román.
- Болотный мираж (1902, Fata morgána), román.
- Кавказские богатыри (1902, Kavkazští bohatýři), trilogie od válce v Dagestánu, česky jako V horách Kavkazu:
  - Газават (Svatá válka),
  - В огневом кольце (V ohnivém kole),
  - Победа (Vítězství).
- Горе забытой крепости (1902, Hoře zapomenuté pověsti).
- Рассказы о Божьей правде (1902, Povídky o Boží pravdě).
- Под горячим солнцем (1903, Pod hořícím sluncem), povídky z Kavkazu.
- Gорные орлы (1904, Horští orlové), válečný román.
- Боевая Голгофа (1911, Válečná Golgota), válečný román.
- Рыцари гор (1911, Rytíři hor), válečný román.
- Сторожевые огни (1911, Strážné ohně), válečný román.
- Разжалованный (1912, Degradovaný), válečný román.
- Наши женщины (1914, Naše ženy), povídky.
- На кладбищах (1921, Na hřbitovech), vzpomínky.
- Вольная душа (1923, Svobodná duše), román.
- Она (1934, Ona), román.

### Dětská próza
- Собака (1876, Pes).
- Забытый рудник (1892, Zapomenutý důl).
- На краю гибели (1890, Na pokraji smrti).
- Соколиные гнезда (1897, Sokolí hnízda).
- Гаврюшкин плен (1900, Gavrjuškinovo zajetí).
- Федька-рудокоп (1902, Feďka rudokop).
- Сам себѣ помогай (1902, Sám sobě pomáhej).
- Мысейкина Хурда-Мурда (1905, Mysejkova Churda-Murda).
- Страшные люди (1905, Strašní lidé).
- На краю света друг за друга (1908, Na kraji světa přítel za přítele).
- Майор Бобков и его сироты (před 1910, Major Bobkov a jeho sirotci), česky jako Působení majora Bobkova.
- Царица Тамара (1910, Královna Tamara).
- Дети Конунга (1910, Děti Konunga).
- Засыпанный колодец (1911, Zasypaná studna).
- За родину (1916, Za vlast).